# Florence Miailhe
Florence Miailhe (Parigi, 1956) è una regista e animatrice francese.

## Biografia
Florence Miailhe è nata a Parigi da Jean e Mireille Miailhe; suo zio materno era il partigiano René Glodek. 
Nel 1980 si diplomò in incisione all'École nationale supérieure des arts décoratifs. Dopo aver lavorato come impaginatrice nella stampa, continuando parallelamente le sue attività pittoriche e incisorie, nel 1991 realizzò il suo primo cortometraggio, Hammam, incoraggiata da Robert Lapoujade. Il suo lavoro dai toni molto personali fu notato in diversi festival. Nel 2002 ricevette il premio César per il miglior cortometraggio per Au premier dimanche d'août e la menzione speciale al Festival de Cannes nel 2006 per Conte de quartier. Realizza le sue animazioni a base di pittura, di pastello o di sabbia direttamente sotto la cinepresa, procedendo per ricoperture. Anche i movimenti e i corpi sono essenziali nella sua opera. Ha lavorato spesso con Denis Colin, che compone la musica al termine delle riprese, e con la scrittrice Marie Desplechin. Nel 2015 ricevette un Cristal d'honneur al 39º Festival internazionale del film d'animazione di Annecy. 
Nel 2007 Florence Miailhe iniziò a sceneggiare un lungometraggio mentre si trovava all'abbazia di Fontevrault. Scritto assieme a Marie Desplechin, nel 2011 La Traversée vinse il premio per la migliore sceneggiatura al Festival Premiers Plans d'Angers.  Alla sua uscita nel 2021, La Traversée ricevette, tra i vari riconoscimenti, una menzione della giuria al festival d’animazione di Annecy, il premio Audentia a Montréal al Festival del Nuovo Cinema e tre premi al BIAF in Corea del Sud, oltre a una candidatura ai Premi César 2022.

## Filmografia

### Cortometraggi
- Hammam (1991)
- Schéhérazade (1995)
- Histoire d'un prince devenu borgne et mendiant (1996)
- Au premier dimanche d'août (2000)
- Les oiseaux blancs les oiseaux noirs (2002)
- Conte de quartier (2006)
- Matières à rêver (2008)
- Méandres (2013), realizzato con Mathilde Philippon ed Élodie Bouedec

### Lungometraggio
- La Traversée (2021)

## Riconoscimenti
- 2002 – Premio César per il miglior cortometraggio per Au premier dimanche d'août
- 2006 – Menzione speciale al Festival di Cannes per Conte de quartier
- 2011 – Premio per la miglior sceneggiatura al Festival Premiers Plans d'Angers per La Traversée
- 2015 – Cristal d'honneur al 39º Festival internazionale del film d'animazione di Annecy
- 2021 – Menzione della giuria al Festival di Annecy